# Saint-Girons, Ariège
Saint-Girons este o comună în departamentul Ariège din sudul Franței. În 2009 avea o populație de 6608 de locuitori.
Saint-Girons este un oraș în sudul Franței, sub-prefectură a departamentului Ariège, în regiunea Midi-Pirinei. 